# Hibistemplet

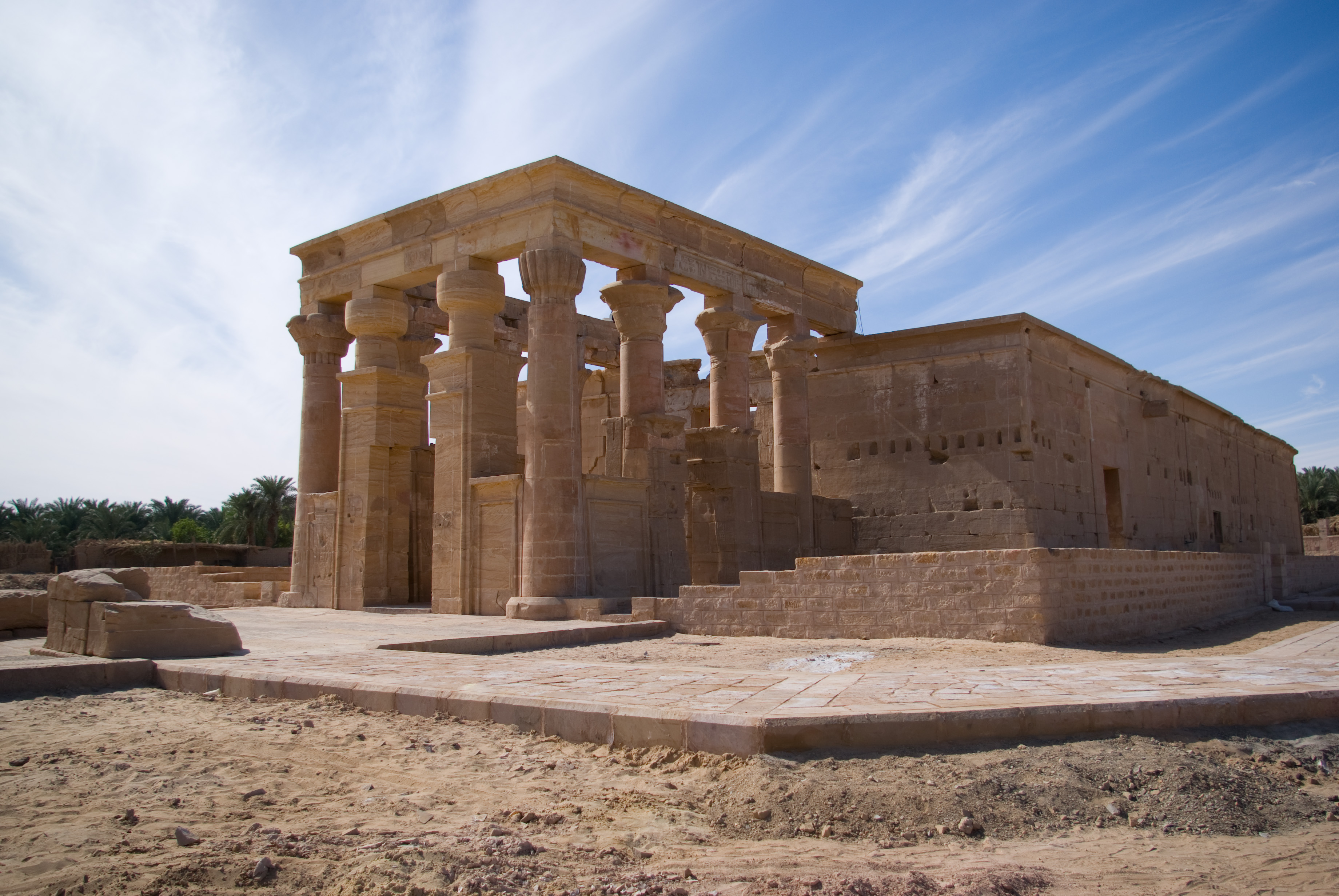
Hibistemplet i Khargaoasen

Hibistemplet (Egyptiska: Hebet betyder plog), Persian - c. 500s BCE, är det största och mest välbevarade templet i Khargaoasen. Utgrävningar påbörjades i början av 1900-talet. Templet är också det bäst bevarade templet från den persiska perioden i Egypten. Dess reliefer är mycket välbevarade tack vare att templet legat begravd i sand i många århundraden. Här finns en rikedom av religiös ikonografi och en mängd teologiska texter i en väldigt ovanlig stil, kanske påverkad av den lokala konststilen som hittills inte studerats i någon större utsträckning. En stor och unik väggrelief avbildar en bevingad figur från  One large and unique wall-relief depicts a winged figure of Set ökenoasernas gud i den egyptiska mytologin med ett falkhuvud. Han är målad i blått, en färg vanligen reserverad för luftens gudomar och kämpar mot ormen Apep, som enligt en myt besegrades av Set. Många gudomar finns representerade i helgedomen och Min, en annan ökengud, vördades också här..
Hibistemplet är i vår tid det enda kvarvarande vittnet för den omfattning och art av byggaktiviteter som pågick under Sena perioden, före inledningen av den ptolemaiska eran. Byggandet i Hibis kan ha påbörjats under den 26 dynastin, men själva templet byggdes främst under den efterföljande 27 dynastin och dekorerades främst av Darius och kompletterades under den 30 dynastins kung Nectanebo II.

## Templet läge och historia
Hibistemplet ligger strax över två kilometer norr om den moderna staden Kharga. Staden, som är starkt förknippat med templet, känt som Plogens stad, var i forntiden oasens garnisonsskyddade huvudstad, känd som Qasr el-Ghuieta. Den låg i dalgången mellan bergen Gebels al-Teir och Nadura. Lite är känt om den forntida staden, men tidiga utgrävningar avtäckte ett par hus med välvda tak och fresker.
Templet var främst tillägnat Amon som även var känd som "Hibis herre". På ena sidan av templet finns en bearbetning av den themanska teologin och på andra sidan finns en mängd rum som tillägnats Osiris. Det dekorativa programmet har anmärkningsvärda egenheter vars motsvarighet inte hittats någon annanstans. Det dekorerade naos har nio register på väggarna, vilka innehåller omkring 700 avbildningar av såväl gudar och vad som kan vara gudomliga statyer. Överst i dessa avbildningar står kungen och genomför en ritual. Grupperade efter sepat (dåtidens administrativa indelningsenhet i Egypten), presenterar de en sammanfattning över de aktiva kulterna för sin tid, organiserade efter religion. Varje sepat har dessutom formen av Osiris.

## Uppförandet

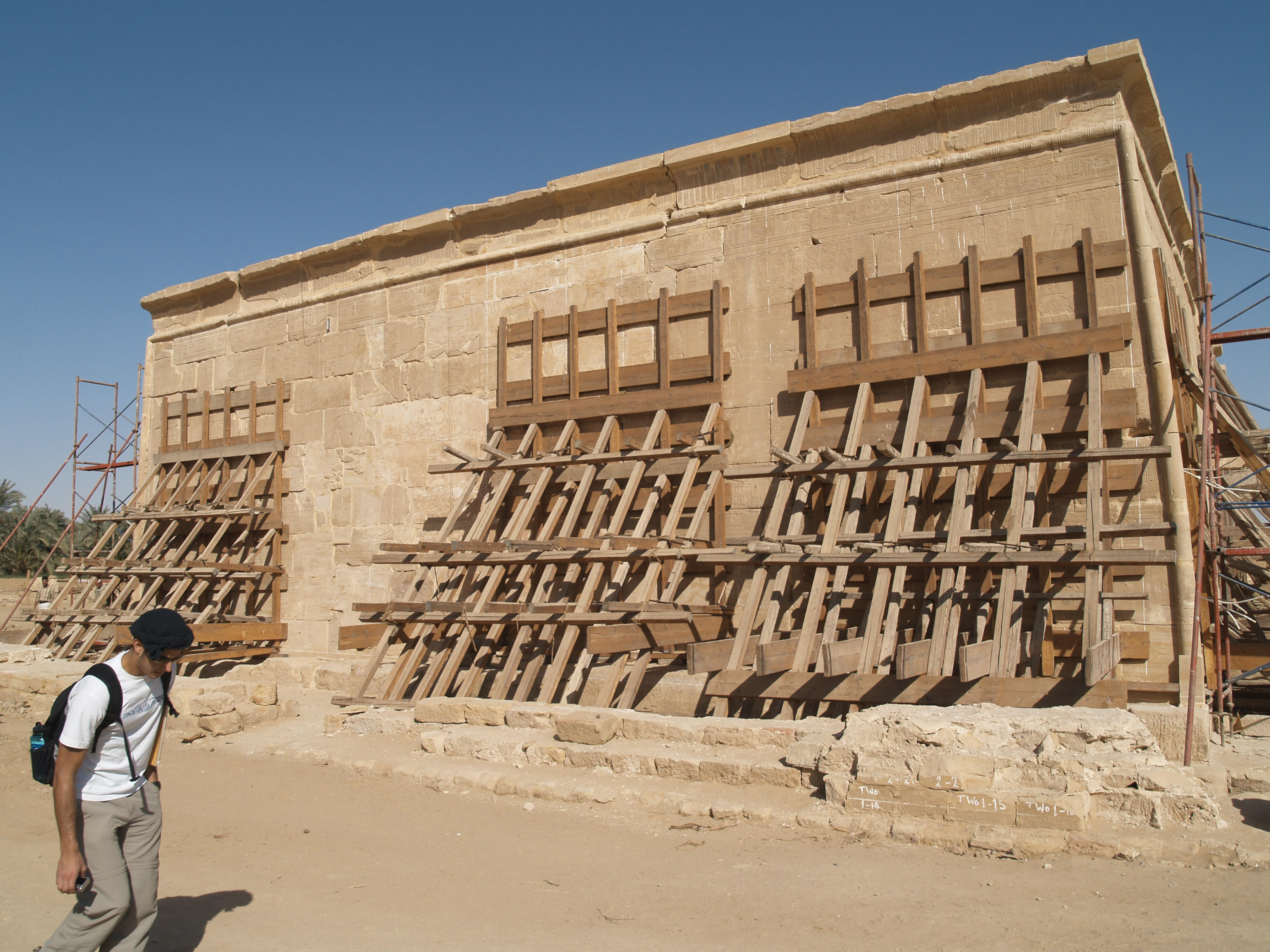
En yttermur tillägnad Thebanska triaden (Amon, Mut och Khonsu) under senaste restaureringen

Templet byggdes till den Thebanska triadens ära som består av Amon, Mut och Khonso och daterar sig till 522 f.Kr.
Denna dynastis period kallas också Saiteperioden efter staden Sais, där faraonerna hade sin huvudstad. Byggandet påbörjades under The period of this dynasty is also called the Saite Period after the city of Sais, where its pharaohs had their capital. The construction work started under the rule of Iris and then Amasis. Det mesta av byggarbetena genomfördes dock under perserna och Hyksos ockupation av Egypten, närmare bestämt under Daraios I:s styre (522 f.Kr). Hibistemplet utvidgades under Nektanebos I (380 -362 f.Kr.) och Nektanebos II (360-343 f.Kr.). Ptolemaios II Filadelfos (285-246 f.Kr.) har även bidragit med de två yttersta portalerna. Templet börjar i öster med den heliga sjön och portarna. Därefter finns en romersk port som daterar sig till den romerska kejsaren Galba, som lät uppföra den år 69 e.Kr. Efter denna finns ramper som leder till templets huvudport sedan följer templet heliga rum med sina enastående och unika inskriptioner.
Templet följde den traditionella Egyptiska planen för denna typ av byggnad, men genomgick en mängd modifieringar. Hypostylen i Hibistemplet var även dekorerad i en ovanlig stil. Väggarna lades ut som en enorm papyrusrulle dekorerad med vinjetter och med en serier hymner till Amon. Flera passager av dessa hymner är kända från äldre texter, såsom den “magiska” Papyrus Harris och hymn to the ten bas of Amon från Edifice of Taharqo at Karnak, som är en av de första exemplen på en religiös hymn avbildad på en väggmålning - något som senare blev vanligt i ptolemaiska tempel. Under den 27 (persiska) dynastin uppfördes ett tempel i lertegel tillägnat Osiris i södra delen av Khargaoasen. Utgrävningar av detta tempel (vid Ayn Manawir, nära Dush) gav ett stort antal bronsstatyer av guden liksom en stor mängd demotisk ostrakon.

## Influenser

### Persiska intressen i Egypten

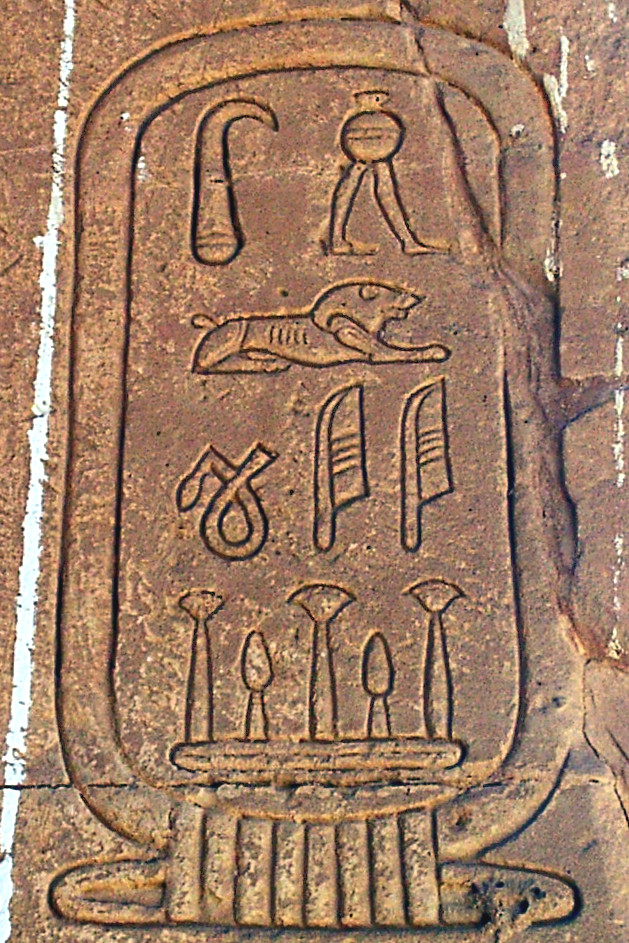
Som till Re, Utseendernas herre, den Store, Dareios, given liv

Efter att Kyros II erövrat Babylon och grundade det Persiska riket, började att leta efter källor till rikedom. Hans vände sig västerut och tillät judarna att återuppbygga Jerusalem, enligt honom var det ett politiskt beslut för att få judarna på sin sida eftersom de börjat se honom som sin befriare. Men Jerusalem var bara en bro till Egyptens rikedom. Dessa vidsträckta planer genomfördes av hans son och efterträdare Kambyses II (530-522 f.Kr.) som år 525 f.Kr. ledde sin persiska armé mot landet som vid denna tid hade förlorat den länge regerande Amasis och den kortlivade Psammetikus III. Perserna hade sina planer redo, de hade inten tid att förlora när det gällde att konsolidera makten genom att ta över redan uppförda fästningar mot Libyen och Nubiens regioner. Projektet genomfördes i stort av Dareios I (522-485 f.Kr.), känd i Egypten som `Setutre' eller `Mesutira'. Hans kartusch finns i Hibistemplet, i Qasr el-Ghuieta och på andra ovanliga förvaringskrukor i alabaster upphittade i Susa.

## Symbolism
Set avbildades stående på fören till guden Ra:s nattbåt och spetsar Apep avbildad i formen av en orm, sköldpadda och andra farliga vattendjur. I några av den Sena periodens avbildningar, såsom i den persiska periodens tempel i Hibis, avbildas Set i sin roll med ett falkhuvud, i skepnad av Horus. I Amduat beskrivs Set ha en nyckelroll i besegrandet av Apep